# Jeronimo Bassano
Jeronimo Bassano (Bassano del Grappa, 1480 – Venezia, 1545) è stato un musicista italiano, degno di nota per essere stato a capo di una famiglia di musicisti - Antonio Bassano, Jacomo, Alvise, Jasper, Giovanni e Battista - trasferitisi da Venezia in Inghilterra alla corte di Enrico VIII d'Inghilterra.

## Biografia
Jeronimo non lasciò mai Venezia, dove viene citato come "Maestro di trombe e ciaramella". Attraverso il figlio Jacomo, che fu l'unico tra i suoi figli a non raggiungere la corte di Enrico VIII, ma mantenne la sua residenza principale a Venezia, Jeronimo è molto probabilmente un bisnonno del compositore Giovanni Bassano.
Jeronimo era il figlio di Battista "Piva" Bassano, nato a Bassano del Grappa. Battista era un suonatore di piva, una piccola cornamusa, ed era figlio di Andrea de Crespano, nativo di Crespano del Grappa. Andrea, Battista e Jeronimo erano tutti descritti come musicisti e costruttori di strumenti musicali.
All'inizio del XVI secolo, Jeronimo si spostò da Bassano a Venezia dove viene citato come "Maestro Hieronimo", suonatore di piffero presso il Doge di Venezia tra 1506 e 1512.
Lo storico Alfred Leslie Rowse in una corrispondenza sul The Times del 1973 affermò che i Bassano erano ebrei e David Lasocki dell'Università dell'Indiana (o piuttosto il suo coautore Roger Prior) scrive nel suo libro del 1995 che la famiglia era convertita all'ebraismo. Tuttavia, Giulio M. Ongaro, in New Documents on the Bassano Family in Early Music, e Alessio Ruffatti negano tale ipotesi.